# Felipe Ortiz
Felipe Ortiz (ur. 6 kwietnia 1988) – portorykański lekkoatleta specjalizujący się w rzucie oszczepem.
W 2009 był szósty na mistrzostwach Ameryki Środkowej i Karaibów, a w kolejnym sezonie zajął jedenaste miejsce podczas mistrzostw ibero-amerykańskich oraz był piąty na młodzieżowych mistrzostwach strefy NACAC. Bez większych sukcesów brał udział w 2011 w mistrzostwach Ameryki Środkowej i Karaibów oraz igrzyskach panamerykańskich. W 2012 został wicemistrzem ibero-amerykańskim.
Rekord życiowy: 76,48 (9 czerwca 2012, Barquisimeto).

## Osiągnięcia
| Rok  | Impreza                                  | Miejsce      | Lokata      | Wynik |
| ---- | ---------------------------------------- | ------------ | ----------- | ----- |
| 2009 | Mistrzostwa Ameryki Środkowej i Karaibów | Hawana       | 6. miejsce  | 68,40 |
| 2010 | Mistrzostwa ibero-amerykańskie           | San Fernando | 11. miejsce | 63,97 |
| 2010 | Młodzieżowe mistrzostwa NACAC            | Miramar      | 5. miejsce  | 66,95 |
| 2011 | Mistrzostwa Ameryki Środkowej i Karaibów | Mayagüez     | 7. miejsce  | 67,51 |
| 2011 | Igrzyska panamerykańskie                 | Guadalajara  | 11. miejsce | 67,93 |
| 2012 | Mistrzostwa ibero-amerykańskie           | Barquisimeto | 2. miejsce  | 76,48 |